# Sicherheitskontrolle
Eine Sicherheitskontrolle ist eine Überprüfung von Personen an verschiedenen Orten, beispielsweise in Museen, Behörden und Veranstaltungen. Hierbei wird durch befugtes Personal in individuelles Persönlichkeitsrecht eingegriffen. Im gewerblichen Luftverkehr und einigen Hochgeschwindigkeitsverbindungen im Eisenbahnverkehr werden in Flughäfen und Bahnhöfen Passagiere und das von ihnen mitgeführte Gepäck auf sicherheitsrelevante Gegenstände in einem Portal kontrolliert, bevor sie in das Flugzeug, den Zug bzw. in einen sicherheitsrelevanten Bereich gelangen.

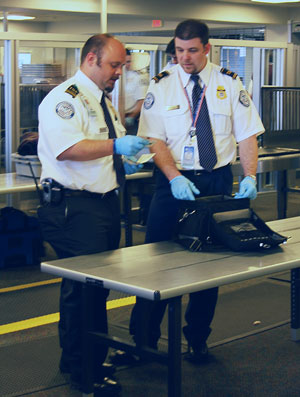
Gepäckdurchsuchung durch die Transportation Security Administration (Logan International Airport)

## Ziel
Die Sicherheitskontrolle dient der Sicherheit des Objekts, dessen Einrichtung sowie deren Personal. Im Luftverkehr dient die Kontrolle der Flughafen- und Luftsicherheit durch Überwachung der mitgeführten Gegenstände auf verbotene Gegenstände wie Waffen und Sprengstoff. Sie dient dem Schutz vor kriminellen Handlungen, die gegen das Luftfahrzeug, die Besatzung oder gegen andere Passagiere gerichtet ist. Vornehmliches Ziel ist die Verhütung von Straftaten wie Flugzeugentführungen oder Explosionsverbrechen (z. B. durch Gepäckbomben oder Selbstmordattentate).

## Kontrollen zur Luftsicherheit
Flughäfen unterteilen die Sicherheitskontrollen in zwei Bereiche: Die Landseite umfasst den ohne Luftsicherheitskontrollen zugänglichen Bereich; hinter den Sicherheitskontrollen liegt die Luftseite (englisch airside), auch Sicherheitsbereich genannt.
In der Luftsicherheit gibt es zwei Arten von Sicherheitskontrollen: Die eine dient der Kontrolle von Personen, die andere der Kontrolle von Gegenständen wie Gepäck und Frachtgut. Bei Flügen mit Gesellschaften oder nach Ländern, die ein besonderes Risiko darstellen könnten, gibt es oft mehrere Kontrollen. In vielen Ländern der Welt werden Fluggäste auch bei nationalen Flügen, zumindest im Linienverkehr, seltener jedoch im Individualverkehr kontrolliert.

### Personenkontrolle zum Betreten der Sicherheitsbereiche luftseitig

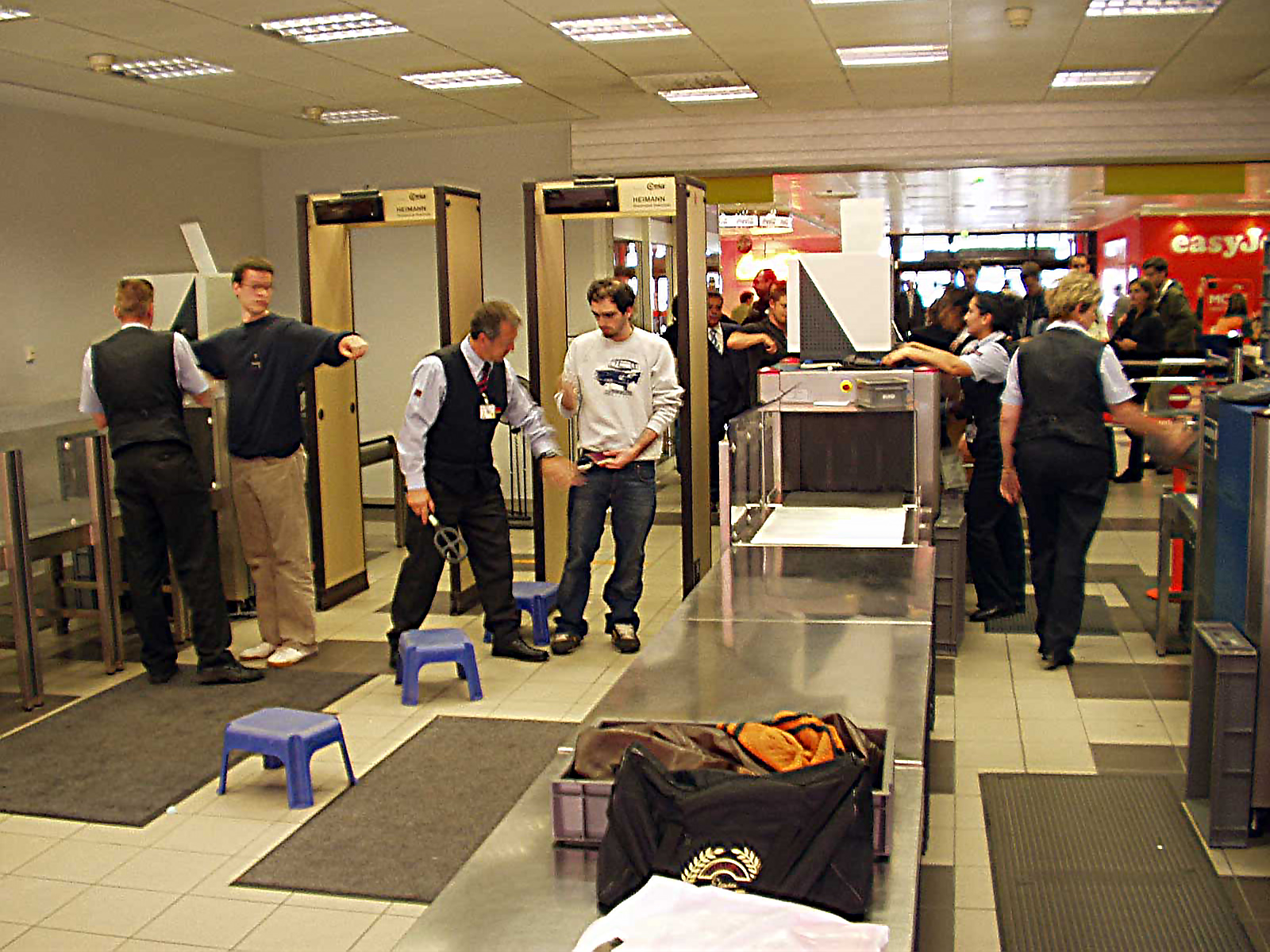
Sicherheitskontrolle (SXF)

Sicherheitsstreifen, der untersuchtes Gepäck markiert (Bundespolizei).

Besonders intensiv verläuft die Sicherheitskontrolle an Flughäfen für Flugreisende. Im Luftverkehr spricht man bei Personen von der Fluggastkontrolle (FGK), wozu aber auch sonstiges Personal gehört, welches den Sicherheitsbereich betreten will (z. B. Kabinen-, Reinigungspersonal, Verkaufspersonal der Duty-free-Geschäfte) und der Personal- und Warenkontrolle (PWK). Grundlage für FGK u. PWK ist in Deutschland § 5 bzw. § 8 Luftsicherheitsgesetz. Extrem genaue Kontrollen finden auf Flügen von und nach Israel sowie von und in die Vereinigten Staaten statt.
Erst nach der Kontrolle kann der Passagier mit seinem Handgepäck den Sicherheitsbereich betreten und zum Boarding gelangen und das Hauptgepäck in das Flugzeug verladen werden. An einigen Flughäfen erhält jedes überprüfte Gepäckstück einen streifenförmigen Aufkleber mit der Aufschrift Checked baggage o. Ä. Diese sind mit Datum versehen oder wechseln unregelmäßig ihre Farbe. Des Weiteren gibt es beispielsweise an vielen deutschen Flughäfen Verschlusssiegel (siehe Abbildung).

#### Passagiere und Bordgepäck

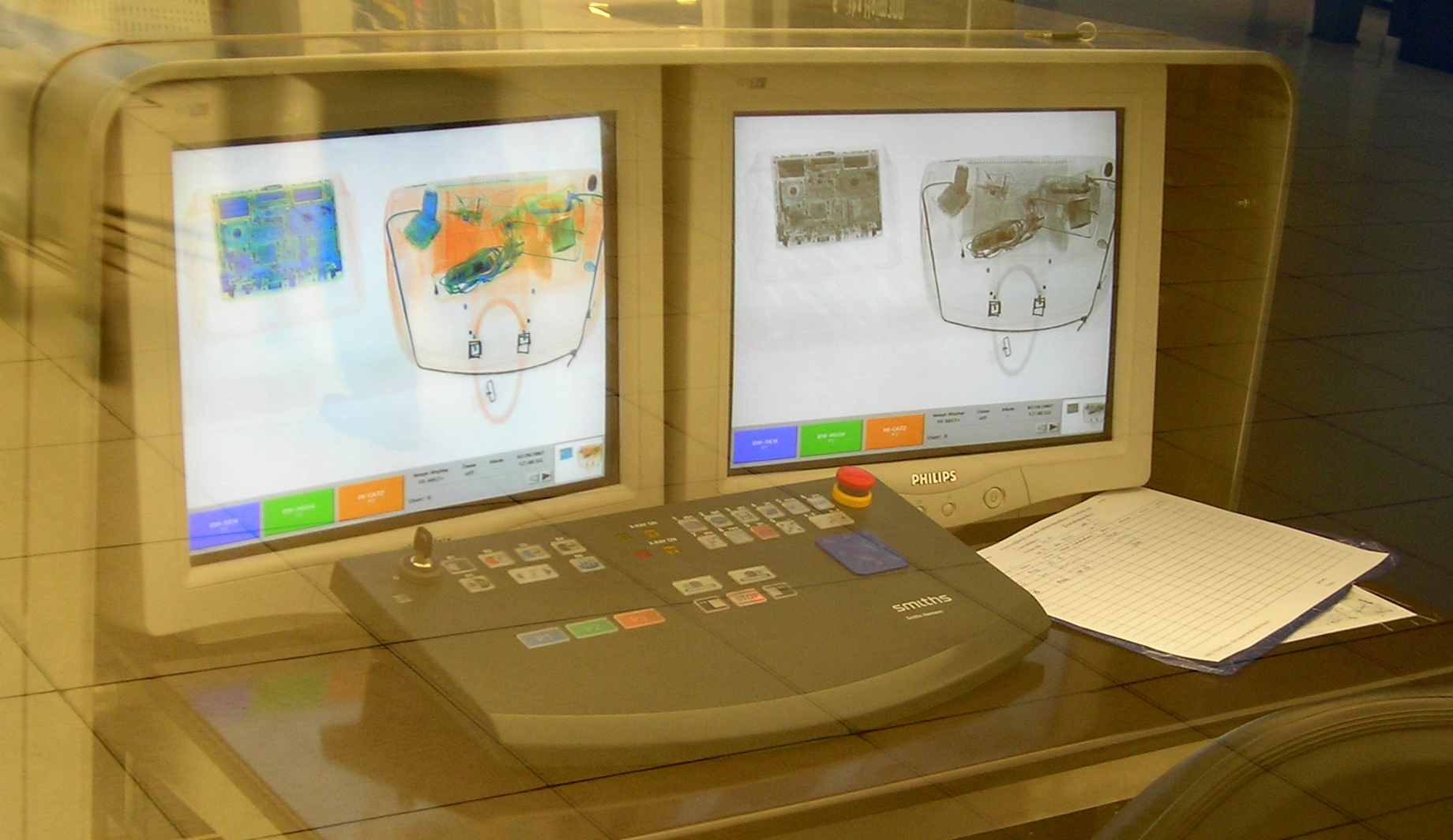
Röntgenprüfgerät für Bordgepäck (BKK)

Die Sicherheitskontrolle umfasst hier unter anderem eine Durchsuchung der Passagiere und des Bordgepäcks. Das Gepäck wird heute zumeist mit technischen Geräten untersucht (z. B. Röntgenstrahlen und Metalldetektoren). Seit den versuchten Bombenanschlägen am 10. August 2006 am London Heathrow Airport mit Flüssigkeitssprengstoff ist die Mitnahme von Flüssigkeiten in der EU nur noch eingeschränkt erlaubt (pro Person ein durchsichtiger Beutel mit maximal einem Liter Fassungsvermögen, darin nur Flüssigkeitsbehälter mit maximal 100 ml Fassungsvermögen). Grund hierfür ist, dass explosive Flüssigkeiten in der routinemäßigen Kontrolle nicht detektierbar sind. Die Mitnahme von explosions- und feuergefährlichen Gegenständen sowie die Mitnahme von spitzen Gegenständen wie Nagelscheren, Taschenmesser und Fahrtenmesser ist im Handgepäck in den ICAO-Vertragstaaten seit längerem untersagt. Mehr und mehr werden Computertomografen für die Gepäckdurchleuchtung eingesetzt. Bis Ende 2022 will die Bundespolizei 89 Geräte zum Einzelpreis von rund 2,3 Millionen Euro beschaffen.
Die Passagiere bringen sämtliche losen Gegenstände wie Handgepäck, Fototaschen, teilweise auch Gürtel etc. auf ein kleines Fließband, das die Gegenstände in eine Durchleuchtungseinheit befördert. Die Monitore werden von geschultem Personal betrachtet und das Gepäck über die Anlage kontrolliert. In Zweifelsfällen wird das Gepäckstück geöffnet und durchsucht. Währenddessen passieren die Passagiere ein Tor, das mit Metalldetektoren ausgestattet ist. Wenn ein akustisches Signal ertönt, werden die Betroffenen körperlich durchsucht. In Industrienationen erfolgt dies außer in Italien gleichgeschlechtlich.

#### „Ganzkörper-Scanner“

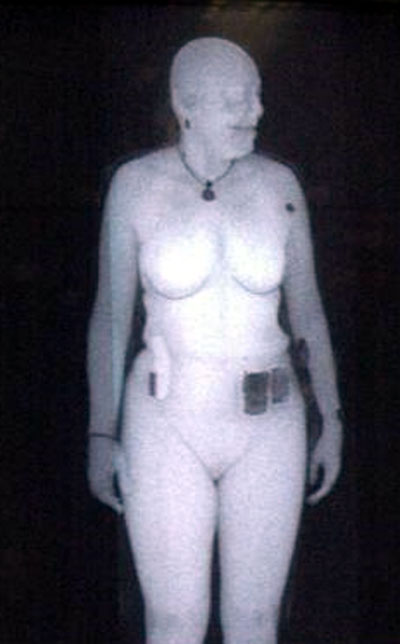
Röntgen-Rückstreuaufnahme einer Frau

Eine umstrittene Art der Sicherheitskontrolle von Passagieren ist der Körperscanner, der bereits in einigen Flughäfen zur Anwendung kommt. Bei diesem bildgebenden Verfahren wird die Kleidung der Passagiere mit elektromagnetischen Strahlen (zum Beispiel Terahertztechnik) „durchleuchtet“, d. h. das Personal kann Einzelheiten bis auf die nackte Haut (in Falschfarben) sehen.
Ab 2010 sollte es nach Plänen des EU-Verkehrskommissars Antonio Tajani sowie nach dem Willen der EU-Kommission an den Flugsteig-Zugängen zur „Video“-Durchleuchtung der Passagiere bis zur Haut kommen. Der Bundesdatenschutzbeauftragte sowie die Gewerkschaft der Polizei (Bundesvorstand) haben diesen Vorschlag kritisiert, da dieser Vorgang stark in die grundgesetzlich geschützten Persönlichkeitsrechte eingreifen würde. Ebenso gab es Bedenken des liberalen Spektrums im Europaparlament sowie von Bündnis 90/Die Grünen (Bundesvorstand) und vom SPD-Bundesvorstand. Am Flughafen Schiphol (Amsterdam) sowie an einigen amerikanischen Flughäfen wird die Technik bereits nach nationalem Recht angewendet und ist obligatorisch. Der EU-Vorschlag basiert jedoch auf Freiwilligkeit. Nach Auswertung einer zehnmonatigen Testphase unter Beteiligung von 809.000 freiwilligen Passagieren entschied Bundesinnenminister Hans-Peter Friedrich Ende August 2011, vorerst keine Körperscanner an deutschen Flughäfen einzusetzen.

#### Hauptgepäck
Das Hauptgepäck wird normalerweise nicht in Anwesenheit des Passagiers überprüft, bei Reisen in manche Zielländer ist ein Verschließen mit einem Vorhängeschloss o. Ä. unzulässig, damit das Gepäck vom Sicherheitspersonal geöffnet werden kann (siehe auch TSA-Schloss). Der Fluggast erhält das Gepäck erst nach Beendigung des Fluges wieder. Besonders in den 1970er und 1980er Jahren, als die routinemäßige Untersuchung des aufgegebenen Gepäcks noch nicht üblich war, die Gefahr von Anschlägen durch extremistische Gruppen gleichzeitig aber relativ groß war, war es bei gefährdeten Flügen üblich, dass die Passagiere ihr Gepäck unmittelbar vor dem Einsteigen identifizieren mussten. Das Auftreten von Selbstmordattentätern machte dieses Sicherheitskonzept obsolet und führte zu immer intensiveren Kontrollen. Heutzutage werden daher neben computertomographischen Verfahren vermehrt Methoden der Röntgenstreubildgebung. zur Gefahrstoffdetektion eingesetzt.

#### Ausführende
Ausführende sind entweder Mitarbeiter privater Unternehmen im Auftrag des Flughafenbetreibers bzw. der Luftaufsicht oder Mitarbeiter von Behörden bzw. Beauftragte der Veranstalter.